# Experimental Breeder Reactor I
Der Experimental Breeder Reactor I (EBR-I, in einer frühen Designphase auch Chicago Pile 4 (CP-4) genannt) im Idaho National Laboratory war ein Versuchsreaktor, der als weltweit erster Kernreaktor am 20. Dezember 1951 elektrischen Strom erzeugte, sowie der erste funktionierende Brutreaktor. In diesem Reaktor wurden auch mehrere andere Technologien erstmals umgesetzt. Er war bis 1963 in Betrieb, ist heute als National Historic Landmark ausgewiesen und für Besucher zugänglich.

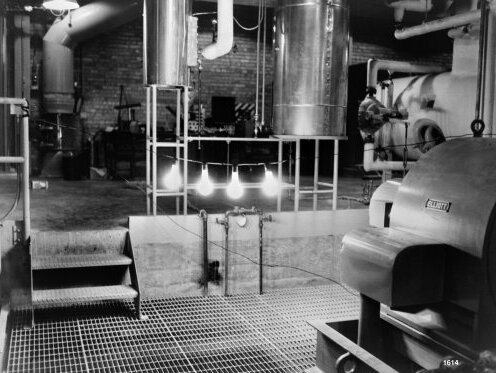
Die vier Glühlampen am 20. Dezember 1951

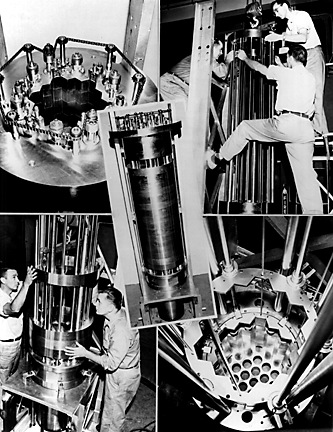
EBR-I-Reaktorkern

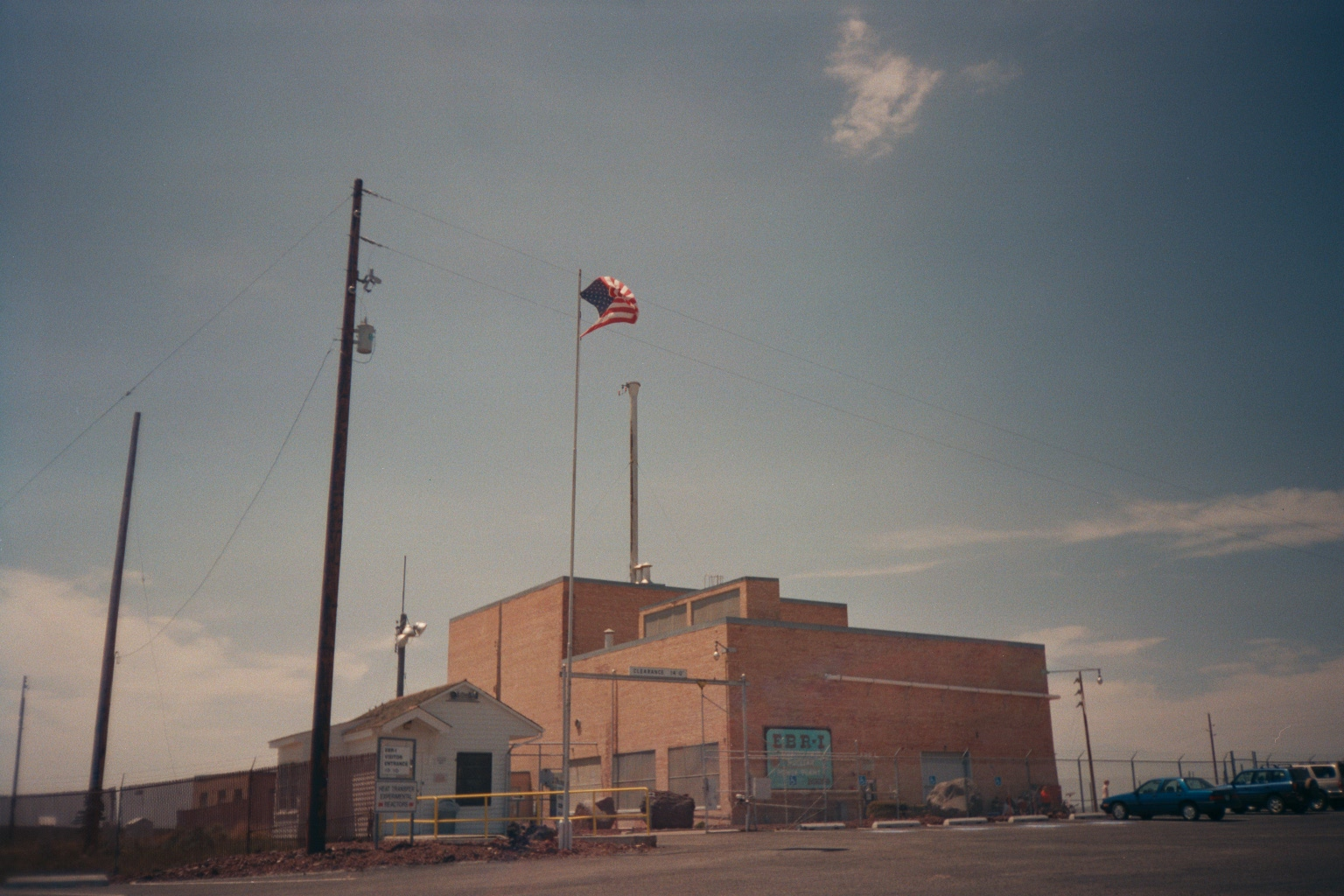
Der EBR-I im Jahr 2001

Die Anlage im Süden des US-Bundesstaates Idaho liegt zwischen Idaho Falls und Arco. Die Konstruktion wurde ab 1946 unter der Leitung von Walter Zinn und unter Beteiligung von Enrico Fermi am Argonne National Laboratory entworfen, 1947 von der Atomic Energy Commission freigegeben und ab 1949 auf einem neuen Testgelände in der Halbwüste Idahos gebaut. Ihr Zweck war die Demonstration der Stromerzeugung und weitere Nuklearforschung. Der Reaktorkern war austauschbar, die beiden Kühlmittelkreisläufe, Primärkreislauf und Sekundärkreislauf, wurden mit der flüssigen Natrium-Kalium-Legierung NaK betrieben. Der Sekundärkreislauf übertrug seine Energie in einem Wärmetauscher auf einen Wasser-Dampf-Kreislauf, der eine konventionelle Kombination aus Turbine und Generator antrieb.
Im August 1951 scheiterte ein erster Versuch, weil die Brennstoffmenge und -dichte nicht ausreichte, um eine Kritische Masse herzustellen. Im Dezember desselben Jahres konnte nach einem Umbau des Kerns erstmals eine geringe elektrische Leistung abgegeben werden. Am ersten Tag reichte die Leistung für den Bedarf von vier Glühlampen, ab dem nächsten Tag und bis zur Außerdienststellung erzeugte die Anlage genug Leistung für den Eigenbedarf und diverse Forschungsaufgaben. 1953 konnte im EBR-I erstmals der bis dahin nur theoretisch vorhergesagte Brutprozess nachgewiesen werden.
In seiner Laufzeit wurde der Reaktor mit vier verschiedenen Reaktorkernen betrieben. Der erste bestand aus nur 52 kg hochangereichertem Uran in einer für die damalige Zeit sehr dichten Bauweise. Der Kernbrennstoff der beiden nächsten war angereichertes Uran in Verbindung mit 2 % Zirconium. Beim Betrieb des zweiten Kerns kam es 1955 zu einer partiellen Kernschmelze, deren Auswirkungen aber auf den Kern selbst beschränkt blieben. Der letzte Reaktorkern ab November 1962 bestand aus Plutonium, womit der EBR-I als weltweit erster Reaktor elektrischen Strom aus der Spaltung von Plutonium erzeugte. Dieser letzte, als Mark IV bezeichnete Reaktorkern erzeugte mit einer Brutrate von 1,27 auch erstmals mehr Brennstoff, als er spaltete.
Der Reaktor wurde Anfang 1964 abgeschaltet und durch den benachbarten Experimental Breeding Reactor II ersetzt. 1966 wurde die Anlage als National Historic Landmark ausgewiesen. Sie ist im National Register of Historic Places gelistet. Seit 1976 – nachdem alle radioaktiven Einbauten entfernt wurden – ist sie im Sommerhalbjahr als Museum für die Öffentlichkeit zugänglich. Auf dem Parkplatz vor dem Gebäude stehen zwei von General Electric gebaute Prototypen für einen nuklearen Flugzeugantrieb.